# قووشوق
قووشوق (ترکی آذربایجانی: Qovuşuq) یک منطقهٔ مسکونی در جمهوری آرتساخ است که در استان کاشاتاق واقع شده‌است.